# Fredrik II av Braunschweig-Lüneburg
Fredrik II, Friedrich II, född 1418, död 1478 i Celle, var hertig av Braunschweig-Lüneburg 1451-1457.
Son till hertig Bernhard I av Braunschweig-Lüneburg (död 1434) och Margareta av Sachsen-Wittenberg (död 1418).
Fredrik gifte sig 1430 med Magdalena av Brandenburg (död 1454). Paret fick följande barn:
1. Otto den segerrike av Braunschweig-Lüneburg (1438/1439-1471), hertig av Braunschweig-Lüneburg